# Kanton Boussac
Der Kanton Boussac (okzitanisch Canton Boçac) ist seit 1790 ein französischer Kanton im Département Creuse in der Region Nouvelle-Aquitaine; sein Hauptort ist Boussac.

## Lage
Der Kanton liegt im Nordosten des Départements Creuse.

## Geschichte
Der Kanton entstand am 15. Februar 1790. Von 1801 bis 2015 gehörten dreizehn Gemeinden zum Kanton Boussac. Mit der Neuordnung der Kantone in Frankreich kamen vier der zehn bisherigen Gemeinden des Kantons Châtelus-Malvaleix hinzu.

## Gemeinden
Der Kanton besteht aus 17 Gemeinden mit insgesamt 6214 Einwohnern (Stand: 1. Januar 2022) auf einer Gesamtfläche von 384,12 km²:
| Gemeinde                 | Einwohner 1. Januar 2022 | Fläche km² | Dichte Einw./km² | Code INSEE | Postleitzahl | Arrondissement |
| ------------------------ | ------------------------ | ---------- | ---------------- | ---------- | ------------ | -------------- |
| Bétête                   | 386                      | 28,24      | 14               | 23022      | 23270        | Aubusson       |
| Bord-Saint-Georges       | 371                      | 32,50      | 11               | 23026      | 23230        | Aubusson       |
| Boussac                  | 1.239                    | 1,48       | 837              | 23031      | 23600        | Aubusson       |
| Boussac-Bourg            | 687                      | 38,69      | 18               | 23032      | 23600        | Aubusson       |
| Bussière-Saint-Georges   | 259                      | 22,45      | 12               | 23038      | 23600        | Aubusson       |
| Clugnat                  | 653                      | 42,42      | 15               | 23064      | 23270        | Aubusson       |
| Jalesches                | 94                       | 8,45       | 11               | 23098      | 23270        | Guéret         |
| Lavaufranche             | 241                      | 16,34      | 15               | 23104      | 23600        | Aubusson       |
| Leyrat                   | 143                      | 18,32      | 8                | 23108      | 23600        | Aubusson       |
| Malleret-Boussac         | 179                      | 25,43      | 7                | 23120      | 23600        | Aubusson       |
| Nouzerines               | 238                      | 19,09      | 12               | 23146      | 23600        | Aubusson       |
| Saint-Marien             | 199                      | 12,78      | 16               | 23213      | 23600        | Aubusson       |
| Saint-Pierre-le-Bost     | 119                      | 17,24      | 7                | 23233      | 23600        | Aubusson       |
| Saint-Silvain-Bas-le-Roc | 409                      | 15,32      | 27               | 23240      | 23600        | Aubusson       |
| Soumans                  | 591                      | 36,68      | 16               | 23174      | 23600        | Aubusson       |
| Tercillat                | 154                      | 13,64      | 11               | 23252      | 23350        | Guéret         |
| Toulx-Sainte-Croix       | 252                      | 35,05      | 7                | 23254      | 23600        | Aubusson       |
| Kanton Boussac           | 6.214                    | 384,12     | 16               | 2306       | –            | –              |

Bis zur landesweiten Neuordnung der französischen Kantone im März 2015 gehörten zum Kanton Boussac die 13 Gemeinden Bord-Saint-Georges, Boussac, Boussac-Bourg, Bussière-Saint-Georges, Lavaufranche, Leyrat, Malleret-Boussac, Nouzerines, Saint-Marien, Saint-Pierre-le-Bost, Saint-Silvain-Bas-le-Roc, Soumans und  Toulx-Sainte-Croix. Sein Zuschnitt entsprach einer Fläche von 291,37 km2. Er besaß vor 2015 einen anderen INSEE-Code als heute, nämlich 2308.

### Bevölkerungsentwicklung des alten Kantons bis 2015
| 1962  | 1968  | 1975  | 1982  | 1990  | 1999  | 2006  | 2012  |
| ----- | ----- | ----- | ----- | ----- | ----- | ----- | ----- |
| 8.159 | 7.770 | 7.398 | 6.638 | 5.927 | 5.515 | 5.369 | 5.300 |

## Politik
Bei der Stichwahl zum Generalrat des Départements Creuse am 29. März 2015 gewann das Gespann Franck Foulon/Catherine Graveron (Union de la droite) gegen Sylvie Benoit/Gérard Thomazon (Union de la gauche) mit einem Stimmenanteil von 53,32 % (Wahlbeteiligung:63,87 %).
| Vertreter im conseil général des Départements | Vertreter im conseil général des Départements | Vertreter im conseil général des Départements |
| Amtszeit                                      | Name                                          | Partei                                        |
| --------------------------------------------- | --------------------------------------------- | --------------------------------------------- |
| 1983–1988                                     | Bernard Pignot                                | UDF                                           |
| 1988–2008                                     | Jean-Claude Devilard                          | PS                                            |
| 2008–2015                                     | Roger Bléron                                  | PS                                            |
| 2015–                                         | Franck Foulon Catherine Graveron              | Union de la droite                            |